# Toni Kurz
Toni Kurz (Berchtesgaden, 13. siječnja 1913. – Eiger, 22. srpnja 1936.) bio je njemački planinar aktivan u 1930-im godinama, najpoznatiji po pogibiji tijekom uspona na Eiger.

## Životopis
Toni Kurz rođen je 1913. u bavarskom gradiću Berchtesgadenu, gdje je i odrastao. Prije učlanjenja u Wehrmacht 1934. kratko je šegrtovao kao radnik na cjevovodima. Zajedno sa svojim prijateljem iz djetinjstva, Andreasom Hinterstoisserom, puno se puta prvi uspeo na vrhove Berchtesgadenskih Alpi, uključujući i najteže uspone tog vremena. Njih dvojica 1934. popela su se na Berchtesgadener Hochthron jugozapadnom stranom, a 1936. i južnom. Također, prvi su se popeli na Reiter Alpe, na austrijsko-njemačkoj granici. 1935. južnom stranom Watzmanna popeli su se na Watzmannkinder.
U srpnju 1936. Kurz i Hinterstoisser napustili su Berchtesgaden, gdje su služili vojni rok, i biciklima se zaputili prema švicarskom Kleine Scheideggu, s namjerom uspona na sjevernu stranu Eigera. Ondje su se upoznali s dvojicom austrijskih planinara, Edijem Rainerom i Willyjem Angererom, pa su odlučili zajedno nastaviti uspon.
Tijekom uspona Angerer se ozlijedio zbog odrona stijena nastalog zbog Sunčeve topline, nakon prolaska prvog ledenog polja. Zbog Angererova sve lošijeg stanja, kao i zbog sporog napretka tijekom prolaska drugog ledenog polja, odlučili su odustati od daljnjeg uspinjanja i spustiti se. Novi izazov pojavio se kada četvorica nisu uspjeli pronaći put kojim su došli, preko područja koje je danas poznato kao Hinterstoisserov prolaz. Kao posljedicu još jedne lavine Hinterstoisser je izgubio vezu užadi s ostalom trojicom planinara, pa je pao dolje i nestao. Kasnije je Angerer, koji se sada penjao ispod Kurza, bio smrskan o stijenu, zbog čega je odmah umro. Edi Rainer nalazio se na vrhu užeta, koje ga je prikovalo uz osigurač, kojeg su postavili kako bi osiguravao Kurza i Angerera, koji su visili na njemu. Prevelika masa njih dvojice uzrok je stezanja užeta oko Rainerovih grudi, zbog čega se on ugušio. Toni Kurz sada je jedini ostao živ.
Kasnije istog dana, skupina spasilaca je, unatoč pogoršanim vremenskim uvjetima, pokušala doći do Kurza željezničkim tunelom kroz planinu na liniji Jungfraubahn. Ipak, zbog jakog vjetra i snijega nisu uspjeli doći do njega, pa je ostao visjeti tijekom noći, izložen niskoj temperaturi, snijegu i vjetru. Sutradan su se vratili kako bi ponovno pokušali doći do njega, ali ubrzo su shvatili da je to nemoguće, pa se Kurz morao sam spustiti pedeset metara niže, koliko su spasioci bili udaljeni od njega. Jako se teško kretao, među ostalim i zbog smrznute lijeve ruke s koje mu je ispala rukavica. Također, nije imao dovoljno dugo uže za spuštanje, zbog čega je morao prerezati užad ispod i iznad sebe, kako bi se oslobodio mase preminula dva prijatelja. Ponovno uže nije bilo dovoljno dugo, pa je morao ponovno razmotavati uže i potom ga povezivati. Zbog ozeblina to je potrajalo pet sati, a dio je morao obaviti i zubima. Konačno je spustio uže do spasilaca koji su ga trebali vezati za drugo uže, dovoljno jako za spuštanje.
Spasioci su ponijeli jedno dugačko uže duljine 60 metara, no ono je pri kretanju po stijenama palo niz liticu, jer ga je Hans Schlunegger, kako bi uštedio na vremenu, umjesto u ruksak stavio između svojih leđa i ruksaka. Sada su morali povezati dva kraća užeta, koja u konačnici nisu bila dovoljno duga. Ipak, Kurz je uspio dohvatiti uže i pričvrstiti ga za planinu, pa se počeo spuštati. Samo desetak metara iznad spasilaca zaustavio ga je čvor, kojim su dva užeta bila povezana. Čvor je trebao proći kroz metalnu alku kojom je Kurz kontrolirao brzinu spuštanja, a nalazila se između njegovih nogu. Da bi čvor mogao proći kroz alku, Kurz se trebao podići kako bi smanjio pritisak. To je i pokušavao, ali zbog iscrpljenosti pokušaji su bili uzaludni. Spoznavši bezizlaznost situacije samo je rekao: „Ich kann nicht mehr.“ („Ne mogu više.“ ) i preminuo. Njegovo tijelo kasnije su spustili njemački spasioci.

## Naslijeđe
Tragična priča postala je poznata nakon objave knjige Bijeli pauk, autora Heinricha Harrera, 1960. godine. Nedavno je prepričana u knjizi Primamljiva tišina Joeja Simpsona, po kojoj je snimljen dokumentarac koji je osvojio Emmyja. 2008. objavljena je njemačka drama Neosvojiva planina.